# Formação de linhagens na nobreza galega da Baixa Idade Média
No fim do século XIV e durante o convulso século XV ocorreu na isolada Galiza a transformação da antiga nobreza e a incorporação de uma nova que formaram seu poder econômico e social alicerçado na posse da terra (unificada num único patrimônio, sob a mão do cabeça-de-casal) e o poder das armas. Configurou-se assim uma sociedade baseada na instituição do morgado e no ideal cavaleiresco, dando lugar às linhagens, que perduraram durante toda a Baixa Idade Média e até a Idade Moderna, com a reforma política levada a cabo pelos Reis Católicos, tendo muitas delas continuidade quando conseguiram adaptar-se à nova situação, achegando-se ao novo centro real de poder, a Corte Real.

## O passo da cognação à agnação: a generalização do morgado dentro de um quadro de crise

Progressão anual da peste negra na Europa no século XIV. A cor verde indica baixa incidência

O século XIV foi o século das calamidades, um século de crise:
- Crise agrária que provocou uma terrível fome que abriu as portas à grande epidemia de peste que assolou Europa de ponta a ponta.
- A guerra, presente na maioria do território europeu. Também na Galiza, que participou ativamente nos conflitos nos quais se viu imersa a coroa de Castela.

A expansão demográfica e econômica de séculos anteriores foi destacável, mas já no fim do século XIII se apreciara certa recessão que se iria agravando com a mudança de centúria, isto foi devido ao estancamento da agricultura. Foi nesta tessitura que fez aparição a fome. E foram duas as razões principais: uma de índole econômica e outra de índole social. A primeira devido a que, com a bonança agrícola, o aumento demográfico fora espetacular, mas com a súbita parada das araduras de terras não havia suficientes alimentos para todos e, além disso, a rigorosidade do clima estragava as colheitas. A segunda razão, consequência do anterior, foi o enorme desequilíbrio social, já que as classes dominantes decidiram adotar uma posição defensiva aumentando as carregas fiscais e rendas que tinham que pagar seus vassalos, sem reinvestir o obtido na melhora da produtividade. Mas alguns nobres laicos com poucas terras recorreram a outros meios mais expeditivos para subsistirem.
Um exemplo encontra-se no ordenamento dado por Afonso XI nas cortes de Valladolid de 1325, que contestava às queixas interpostas por mosteiros e prelados sobre os atropelos cometidos pelos ricoshomes ou seus meirinhos. As fontes da época recolhem, não isentas de dramatismo, as calamidades que castigavam nomeadamente à população mais desfavorecida: fue muy grant mortandat en los ganados, e otrosí la simiença muy tardía por el muy fuerte temporal que ha fecho de muy grandes nieves e de grandes yelos.
Depois fez aparição a peste, a princípios do outono de 1348, e foi na costa onde se detectaram os primeiros brotes pestíferos, na zona do bispado de Tui, para ir estendendo-se para o interior da Galiza através das vias de comunicação mais frequentadas.
A escassez de braços tornou-se evidente, obrigando à nobreza a reorganizar suas explorações e a ganhar o pão mediante outras formas: a violência indiscriminada, roubos, novos impostos (os maus usos), etc.

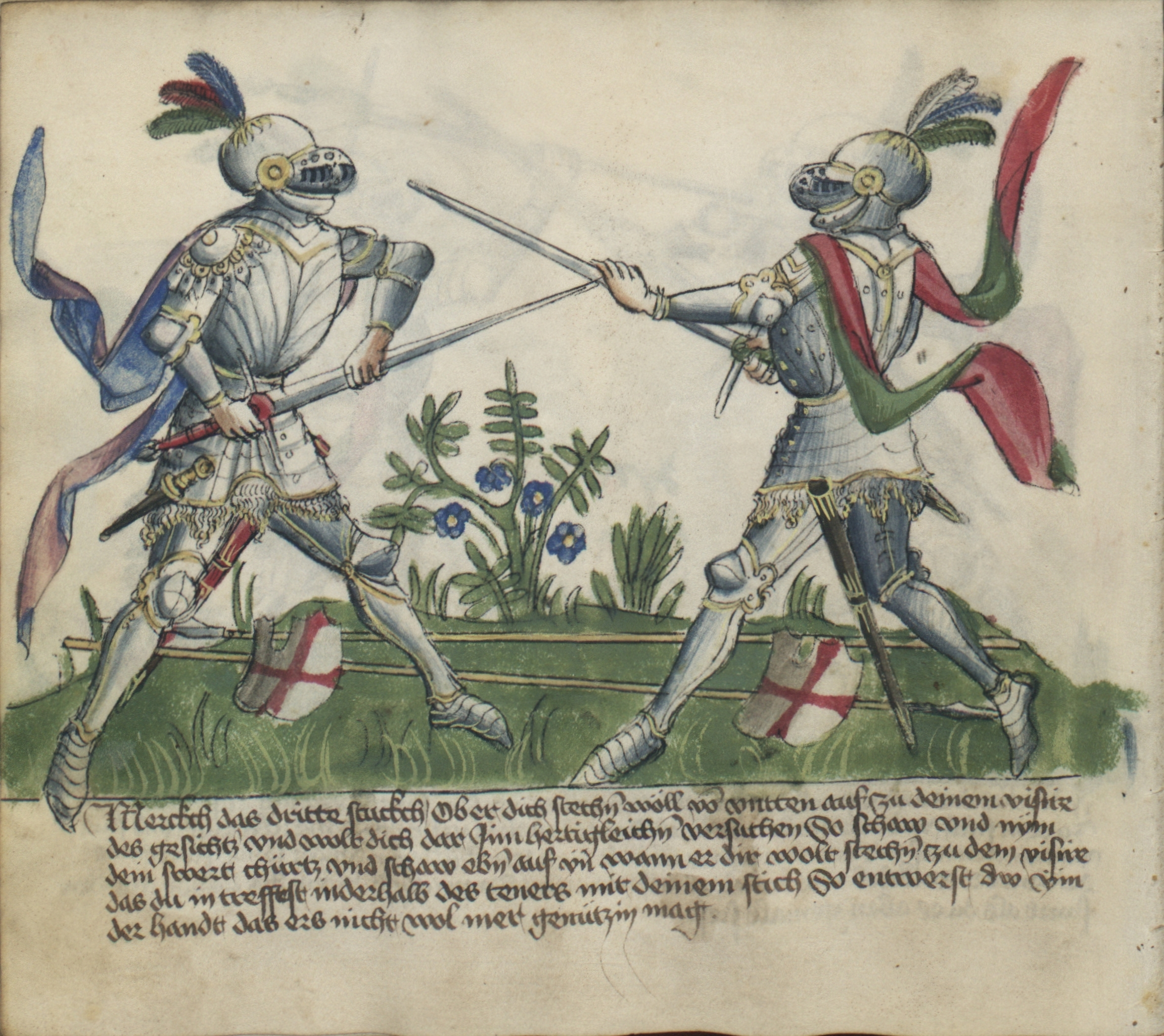
Arte do códice de esgrima medieval Gladiatória em que se amostra a esgrima de espada longa armada

O terceiro grande lastro que acompanhou o século XIV foi a guerra. De entre os conflitos salienta a guerra civil entre Pedro I e Henrique de Trastâmara (futuro Henrique II) entre 1365 e 1369. Neste conflito a Galiza jogou um papel ativo e protagonista, posicionando-se a maior parte da alta nobreza e as urbes junto a Dom Pedro. A ingente massa de pequenos cavaleiros aproveitaram a contenda para ascender socialmente apoiando a causa do bastardo. Com o triunfo deste, foram eles os que ocuparam os postos vacantes deixados pela nobreza petrista. 
O século XV foi palco de atropelos e abusos por parte destes cavaleiros, como também de uma instabilidade interna cujo máximo expoente se personificou nas contínuas disputas bandeiriças entre os diferentes magnatas e os prelados das mais importantes Sés. Mas a instabilidade transladou-se ao mesmo seio da aristocracia, ou seja, às mesmas bases que alicerçavam sua própria existência: a terra. Houve desde o final do século XIII uma reorganização dos modos de traspasso dos bens patrimoniais com a única ideia de reforçar o patrimônio e evitar a "fuga" das escassas terras possuídas em casamentos e na divisão das mesmas entre os filhos. O morgado converteu-se assim numa verdadeira instituição, tornando-se no primeiro passo da cognação à agnação.

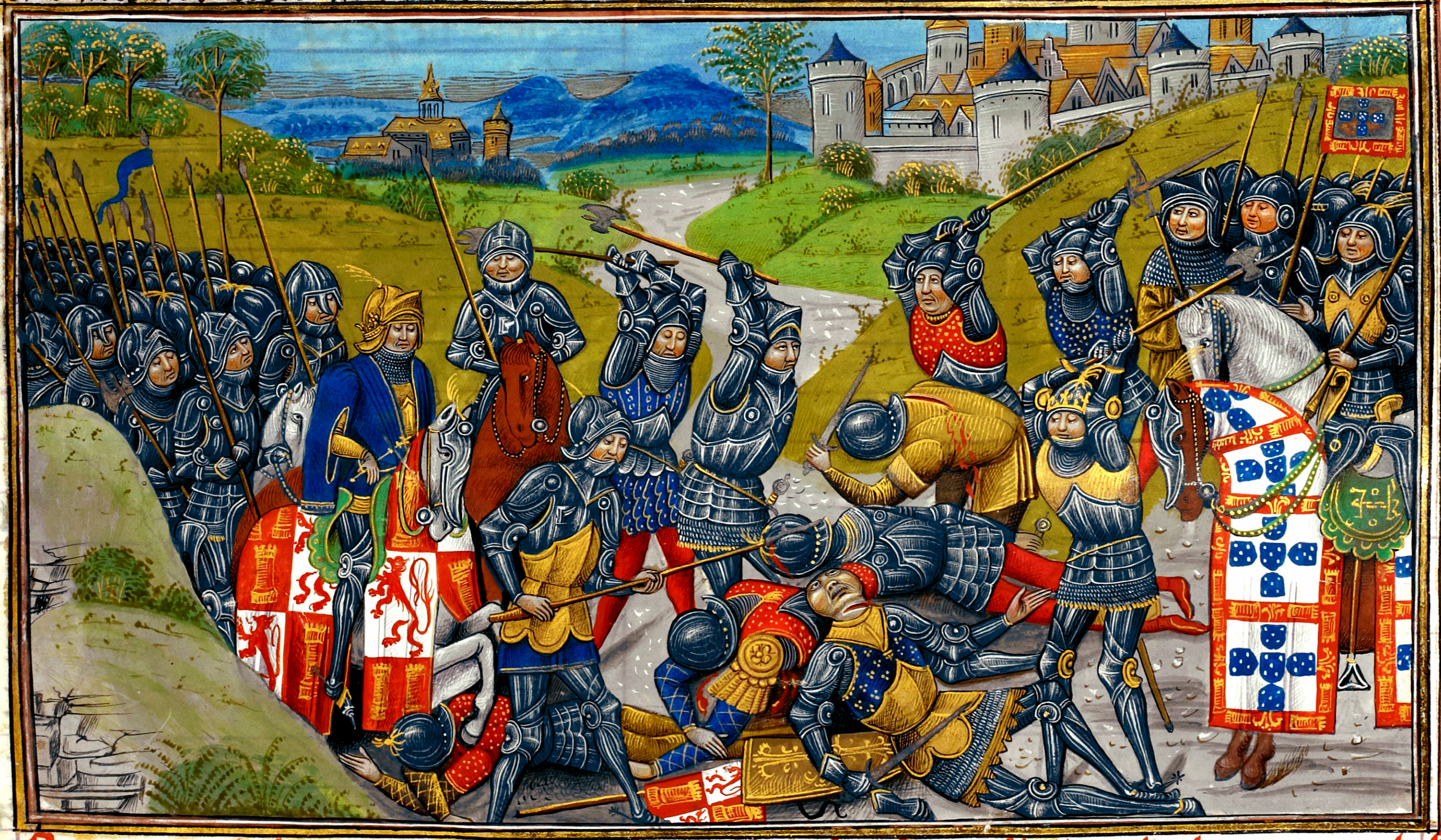
A batalha de Aljubarrota (1385) enfrentou o reino de Portugal com o de Castela

O gérmen da transmissão patrimonial no período alto medieval foi o germânico, sendo os códigos e direitos que a regulamentavam iguais para toda a prole (modelo cognatício); o patrimônio constituiu aquele conjunto de bens imóveis e para que isto ocorresse estes bens deviam ser estáveis e sólidos. O princípio cognativo obriga que a repartição da herança prime equitativamente a todos os filhos havidos no casal sem importar sexo e idade. Este princípio gerava certa instabilidade patrimonial e, portanto, precisava a busca de soluções adequadas que paliassem a crescente desconfiança neste sistema sucessório.
Também se tem de levar em conta os seguintes condicionantes: as quatro quintas partes das posses matrimoniais passavam às mãos dos filhos, restando uma quinta parte à livre disposição dos cônjuges. Normalmente esta parte ia parar quer às instituições eclesiásticas (nomeadamente às ordens mendicantes para que agissem como mediadores frente ao passo ao além, visando assim garantir a glória celestial) ou para dotar melhor a algum dos filhos. O princípio cognativo rachava pois, paulatinamente, os bens familiares desmembrando sua base econômica.
Surgiu então um novo modelo que já se vinha impondo em outros territórios europeus, o princípio agnatício, mediante o qual prevalece a linha paterna da família (frente à materna do anterior) à hora da sucessão como também também a primogenitura. Está firmemente vinculado a um apelido, num solar determinado, à ideia de linhagem, ao primogênito varão. Um exemplo vê-se no testamento de Pedro Arias de Aldao de 1347: "Quero e he a minha vontade que toda a minha fazenda quede junta, porque sempre aja memória das minhas casas e da minha gente fidalga que deles bem." O primogênito varão era, portanto, o descente privilegiado e recebia todos os bens em conceito de morgado. Era o encarregado de proporcionar prestígio ao apelido e de engrossar o patrimônio. Mulheres e segundos aparecem como os mais prejudicados, ficando relegados a um segundo plano, tendo por diante um futuro cheio de incertezas.

## A formação das linhagens

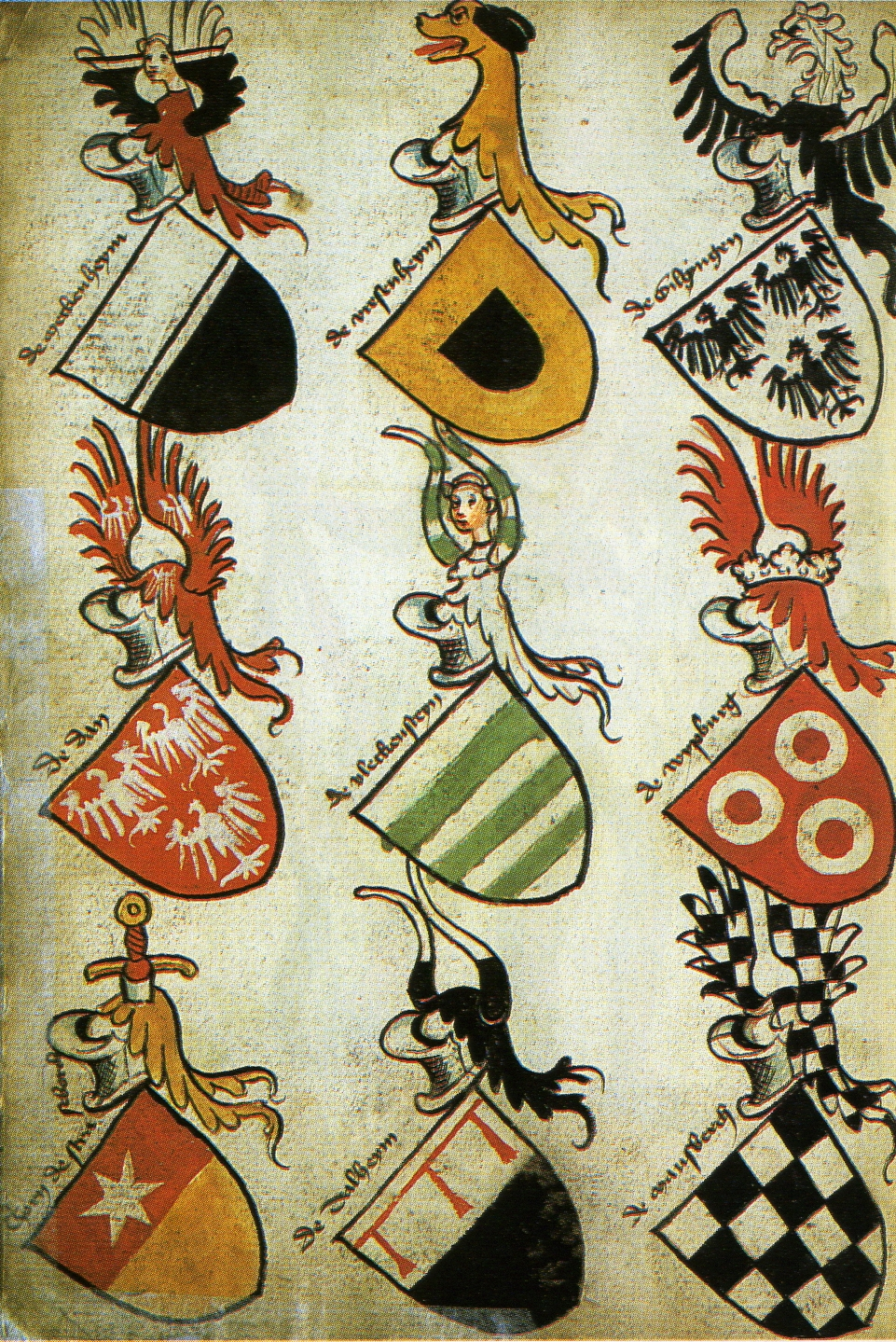
O brasão representava uma família nobre

A linhagem sustentava-se no solar de origem, num brasão; incluía a gente viva e morta da família, e apinhava-se ao redor de uma família já não apenas a conjugal, mas a extensa. Cada linhagem tinha um chefe, um autêntico líder que procurava a maior glória para seu apelido e fazia as funções de cabeça visível, e para este fim era educado o varão primogênito.
A pertença a uma determinada linhagem não era uma questão biológica; em torno ao líder tecia-se uma rede de clientelismo (domésticos, meirinhos, homens de armas, criados) junto aos seus consanguíneos. Tinha uma clara função aglutinadora. O chefe tomava todas as decisões que atingiam o seu contorno e tinha a obriga da salvaguarda do patrimônio familiar.

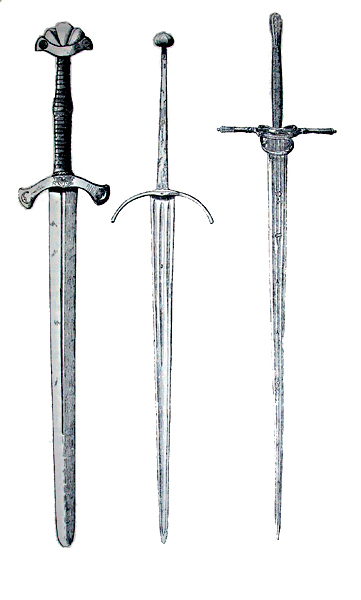
Espadas do período final da Idade Média

Aspirava-se à solidez patrimonial, pelo qual a solução radicava no morgado. Este era constituído pela massa de bens inseparáveis do vínculo hereditário. Além disso, exige-se uma condição fundamental ao primogênito que: se casse com gente fidalga e limpa de toda agaficidade e má raça.
O morgado proporcionava estabilidade àqueles cavaleiros pertencentes às pequenas linhagens economicamente pouco fortes, ávidas por perdurar na história e na memória da fidalguia galega.
A transcendência da linhagem aprecia-se no testamento de Vasco de Ulloa de 1290, no que exige que todos seus bens recaíssem no seu primogênito e se não for assim, em alguma pessoa capaz que portasse o apelido Ulloa: "con condiçon que ditos beens sempre anden juntos heredados encorporados nunha soa persoa (...) a persoa que teña sempre por mais adiantado o meu linaje de Ulloa e o traiga no seu escudo darmas con roda e o pendón da señora Santa Catalina."
No caso da inexistência de filhos legítimos, não resulta estranho que a sucessão recaísse nos ilegítimos: E falecendo a dita Ysabel sem semeda e menor de ydade e hos ditos Lopo e Gonzalo como ditto he, que todos estes dittos bees terras e senhorios que se tornem a Rodrigo meu filho que hey de Maria Fernandez, filha de Pedro Fernandez de Soñar.. Pedro Madruga foi outro bom exemplo desta prática.

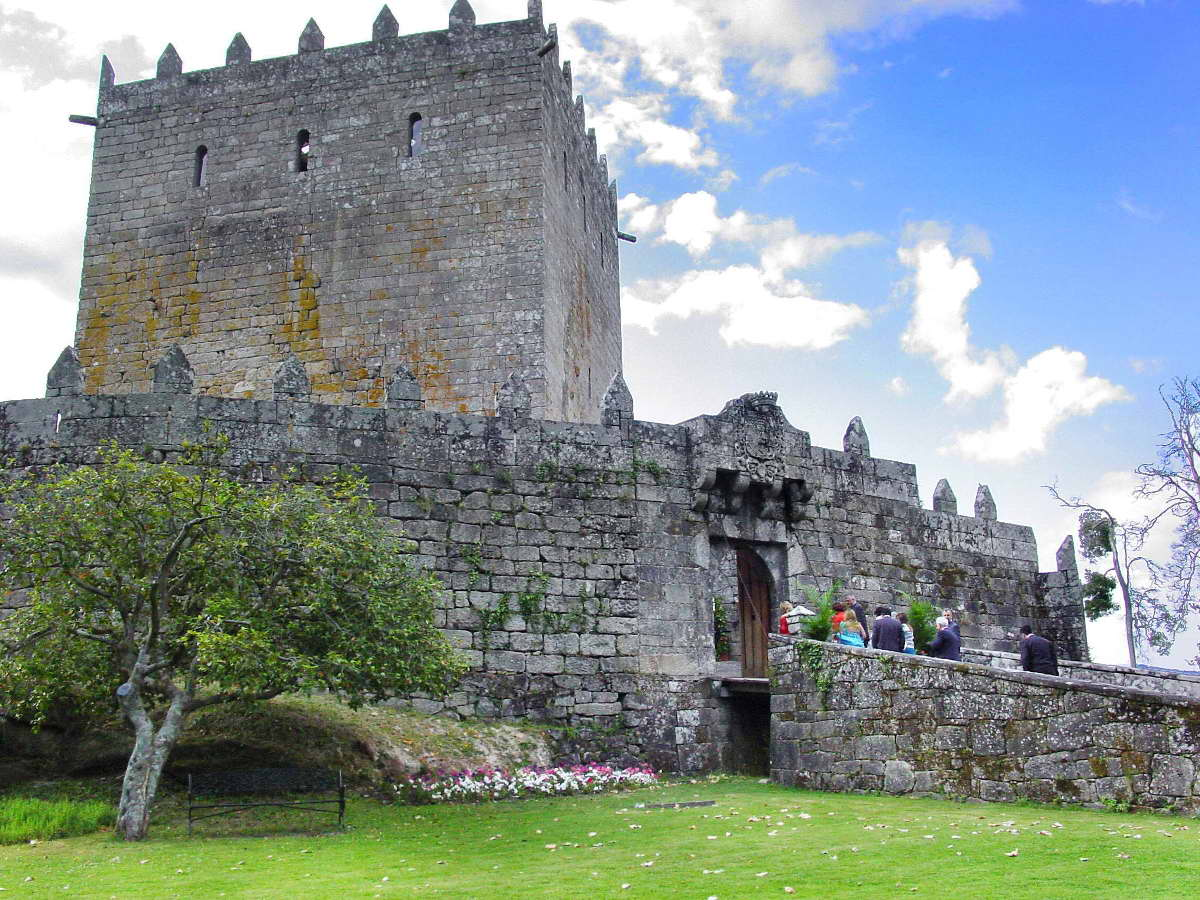
Castelo de Soutomaior, residência da família nobre dos Soutomaior

O termo "casa" é sinônimo de família ou linhagem. É sua significação simbólica; o gérmen da linhagem, o solar que os identifica perante a sociedade e acompanha o seu apelido. A consciência genealógica que desperta na nobreza galega da Baixa Idade Média mergulha-se até este ponto na procura do seu primeiro valedor; na busca das gestas e da glória que lhe supõe e que dignifique o nome do atual intitular da casa  e da linhagem. Ganhará pulo nestes anos o passado, seguindo a linha reta até o mesmo fundador. Em palavras de Duby: Estas representaciones traducen una cierta conciencia de cohesion familiar; además (...) fijaron esta conciencia y la impusieron firmemente a los miembros del grupo, guiando en cierta medida su conducta durante las generaciones posteriores..
Novos modelos de comportamento, novas regras de conduta social e formas de relacionamento com o mundo dos antigos; tudo isto imbuído de uma forte marca militar-cavaleiresca. A partir de agora, geração após geração, embarcar-se-ão em prodigiosos esforços destinados ao crescimento dos bens e da glória da linhagem. Será através do pai de onde se transmita a consciência não somente da linhagem mas também de nobreza; a mãe participará por que ao seu través se percebem os recursos que fazem possível este fato como também o sangue azul que prestigia o cavaleiro.
A nobreza galega começará a preocupar-se da elaboração das árvores genealógicas criando uma realidade do passado à medida dos seus desejos inventando origens míticas e quase totalmente irreais. O solar primigênio (em muitas ocasiões relacionado com uma torre ou fortaleza) não pode ser alienado, deve permanecer inalterado ao ser o suporte da função aristocrática; o lugar onde nasceram e viveram os progenitores, e os destes ao mesmo tempo, do novo senhor.

### Funções da cabeça de linhagem
Pelo geral, o chefe da linhagem via acrescentado o patrimônio como consequência da sua criança na casa de algum familiar que, seguindo os usos da época, uma vez armado cavaleiro, recebia do seu tutor alguma posse por muito pequena que fosse. A fortuna sorria mais se tinham a oportunidade de criar-se na corte real, como foi o caso de Fernando de Andrade na época  dos Reis Católicos.

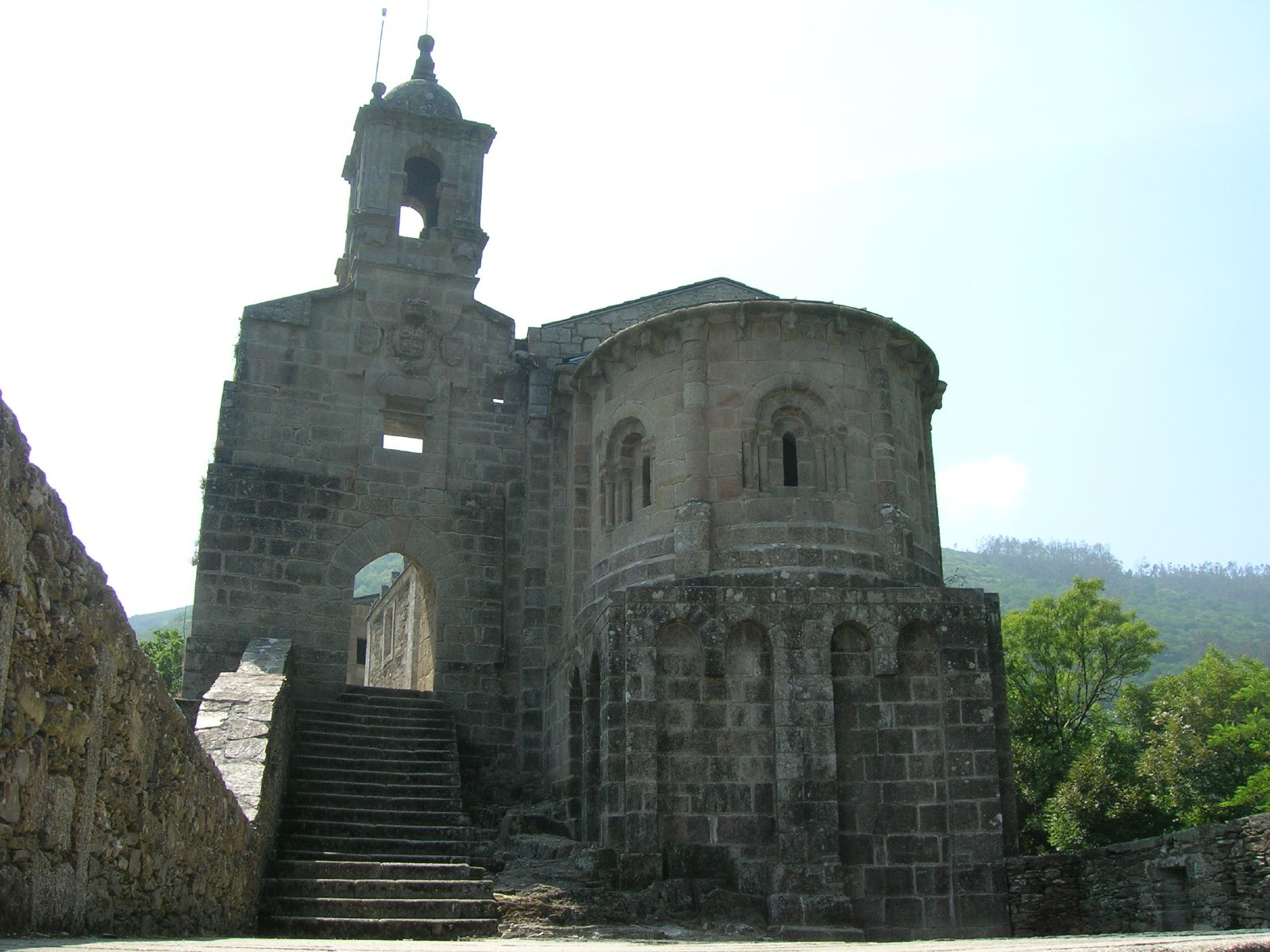
Uma família nobre podia fundar ou melhorar mosteiros. Na imagem, mosteiro de Caaveiro

A linhagem tinha sua expressão material como manifestação de poder e da sua própria existência. Trata-se de uma das múltiplas imagens dos seus membros dadas ao exterior, traduzidas na fundação ou dotação de mosteiros escolhidos como colossais mausoléus familiares; fortalezas e importantes obras públicas (pontes e hospitais) como se veem em Fernán Pérez de Andrade.
O cabeça de linhagem tinha uma série de obrigas inerentes à sua posição a respeito dos seus. Em primeiro lugar, devia brindar e garantir o sustento e rango pertinente dos seus irmãos; também se responsabilizava de cuidar que as mulheres da família fossem bem dotadas no caso dos esponsais, decidindo quem resultava adequado para este mester, sempre atendendo possíveis alianças.
A clientela integrada dentro da casa via-se imersa neste círculo em troca de obediência e lealdade. De aí que a política estamental da fidalguia galega fosse cuidadosa e medida. Como nobreza humilde que era a galega, com escassas rendas e terras, levaram a cabo um progressivo achegamento entre eles e não somente pela via matrimonial. Tratava-se de uma espécie de solidariedade de grupo que fechava o cerco para proteger as precárias fontes econômicas das quais dispunham. Assim, era habitual a reunião dos bens de vários fidalgos de uma mesma linhagem que não duvidavam em pôr-se sob as ordens e serviço do irmão maior, para assim reforçar o solar. Juravam-lhe lealdade e a promessa de engrandecer a honra familiar, tal como fizeram García Martiz de Barbeyra e García Pérez de Costela à morte de Vasco Pérez; formando conselho com outros nobres e escolhendo a um deles como senhor: alçaram-no por senhor.
Por outro lado a adesão de pequenos cavaleiros e fidalgos por parte da nobreza mais poderosa mediante o matrimônio ou a homenagem foi um eixo primordial. Com a longueza, o senhor assegurava pagar a fidelidade dada por esta mesnada. Em muitas ocasiões punha-se um preço à lealdade, e a incorporação de fidalgos a uma casa ou a outra dependia em grande medida do que estivessem dispostos a pagar.

## O ideal cavaleiresco na nobreza galega da Baixa Idade Média

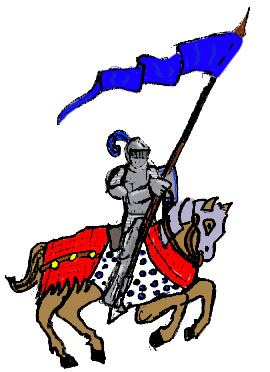
Cavaleiro medieval montado a cavalo com uma lança

A cavalaria é uma instituição dentro de um mundo militarizado que encontra em épocas antigas seu nascimento. Muito a modo este grupo de "milites" que combatiam a cavalo foram destacando-se no âmbito bélico e assimilando-se à aristocracia. Graças a este achegamento foram tomando da nobreza costumes similares até concluírem numa plena identificação por parte de ambos os grupos.
Mas a nobreza deu-se conta do negativo desta situação, porque a entrada no seu mundo de grande quantidade de guerreiros desprestigiava por uma banda sua preeminência e por outra possibilitaria o ingresso no estamento de numerosos intrusos carentes dessa longa tradição e avoengo da nobreza. Devido a isto, optou-se por fechar todas as vias de acesso por este caminho elaborando uma série de códigos e valores próprios, como também uma cerimônia pela qual o rei, e posteriormente qualquer nobre, pudessem conceder esta categoria de cavaleiro a um futuro aspirante. Uma vez investido com toda classe de honras, o indivíduo passava a fazer parte dessa elite que controlava exaustivamente sua demografia. A fusão nobreza/cavalaria seria um fato.
Estas ideias de honra, valia e glória arraigarão na Galiza nos séculos XIV e XV à par da instauração do morgado, das linhagens e da mão do ascenso da pequena nobreza à sombra de Henrique II de Trastâmara. 
O uso das armas e a manifestação de coragem na batalha catapultavam o cavaleiro às mais altas honras, seguindo as pautas marcadas por um código de comportamento que expressava as atitudes de máxima nobreza. Eram possuidores de um conjunto de virtudes definidas por uma ética e uma moral; ética e moral de classe, excludente e exclusivista, para afastar aqueles intrusos sem tradição de linhagem; linhagem e cavalaria assimilam-se nesta época.
Os aristocratas preocuparam-se pelo culto à honra pessoal, patrimônio da família e prestígio da Casa. Será então que os moços tentem atingir as quotas mais altas de reconhecimento. Em verbas de Duby: La juventud aparece (...) como el tiempo de la impaciencia, de la turbulencia y de la inestabilidad.

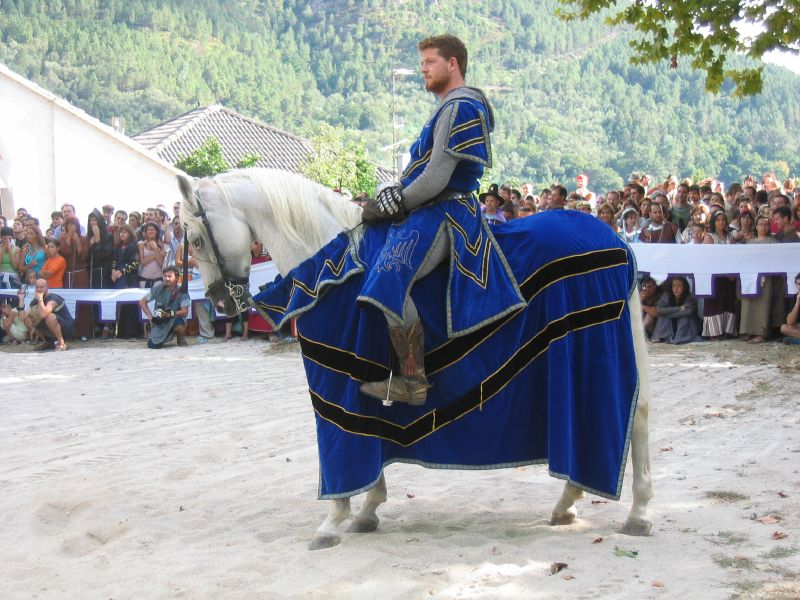
Recriação moderna de um cavaleiro medieval

A guerra será o quadro idôneo para acarinhar a glória. Serão eles os responsáveis pela agressividade feudal característica da Galiza baixo-medieval (além de levar em conta a natural supervivência econômica); da turbulência entre senhores, já que os segundos sem nenhuma outra expectativa ver-se-ão na obriga de lançar-se à aventura.
A cavalaria gerará uma rica literatura com o fim de esporear os sentimentos colocando num primeiro plano figuras heroicas, mitos viventes que sirvam de arquétipo aos cavaleiros moços. Neste senso o Livro de Linhagens do Conde Don Pedro equipara Rodrigo Froiaz com El Cid, apresentando um herói conhecido e próximo e que talvez precise o reino galego-português. Amostra-o como um vassalo modelo, cavaleiro intrépido e virtuoso. A cavalaria visava a despertar virtudes nos seus componentes, mas sobretudo a lealdade, mãe de todas as virtudes (ao rei e, em conseqüência, ao senhor). É a definidora de nobreza e por extensão de cavalaria.
Fomenta consideravelmente a convicção de pertença a um grupo privilegiado de dirigentes da sociedade mediante os vínculos feudo-vassaláticos, definidos pela linhagem, a cavalaria e o código feudal. De aí que, como observou Duby para a França do século XII mas igualmente extensível à Galiza da Baixa Idade Média, o guerreiro deixa de ser considerado novo pelos seus quando se estabelece, ou seja, quando atinge a chefatura de uma Casa e encabeça sua própria linhagem casando e criando filhos.
No entanto, talvez o que mais interessasse ao nobre fosse o reconhecimento, a fama; a base deste reconhecimento será o nome. Converter-se-á quase que em patrimônio familiar repetindo-se entre seus membros em gerações alternas (avô/neto); nas árvores genealógicas observa-se este fato. Assim, na importante família dos Castro galegos, Fernando Ruiz de Castro levava por nome o do seu avô, e à sua vez seu neto levaria seu nome. É a face distintiva da linhagem, rememora a qualidade do antepassado e a glória que acumulou com a esperança de que sua valia impregnasse o atual portador do nome, semelhando uma espécie de superstição.
A mulher achegará seu sangue enobrecido e de prestígio, sobretudo se houver cavaleiros famosos na sua linhagem, que incorporará ao do marido. Normalmente tenta-se medrar na escada social e procuram-se mulheres de melhor posição. A esposa confia no homem o acrescentamento da honra mediante o ofício das armas, enquanto elas serão as depositárias da honra do apelido. 
A fidalguia galega apelará a um passado idealizado mostrando como forma de prestígio as origens cavaleirescas da família. Realmente não faziam mais que redefinir uma cavalaria de pequeno ou mediano porte, sempre num segundo plano.

## Os excluídos: mulheres e segundos

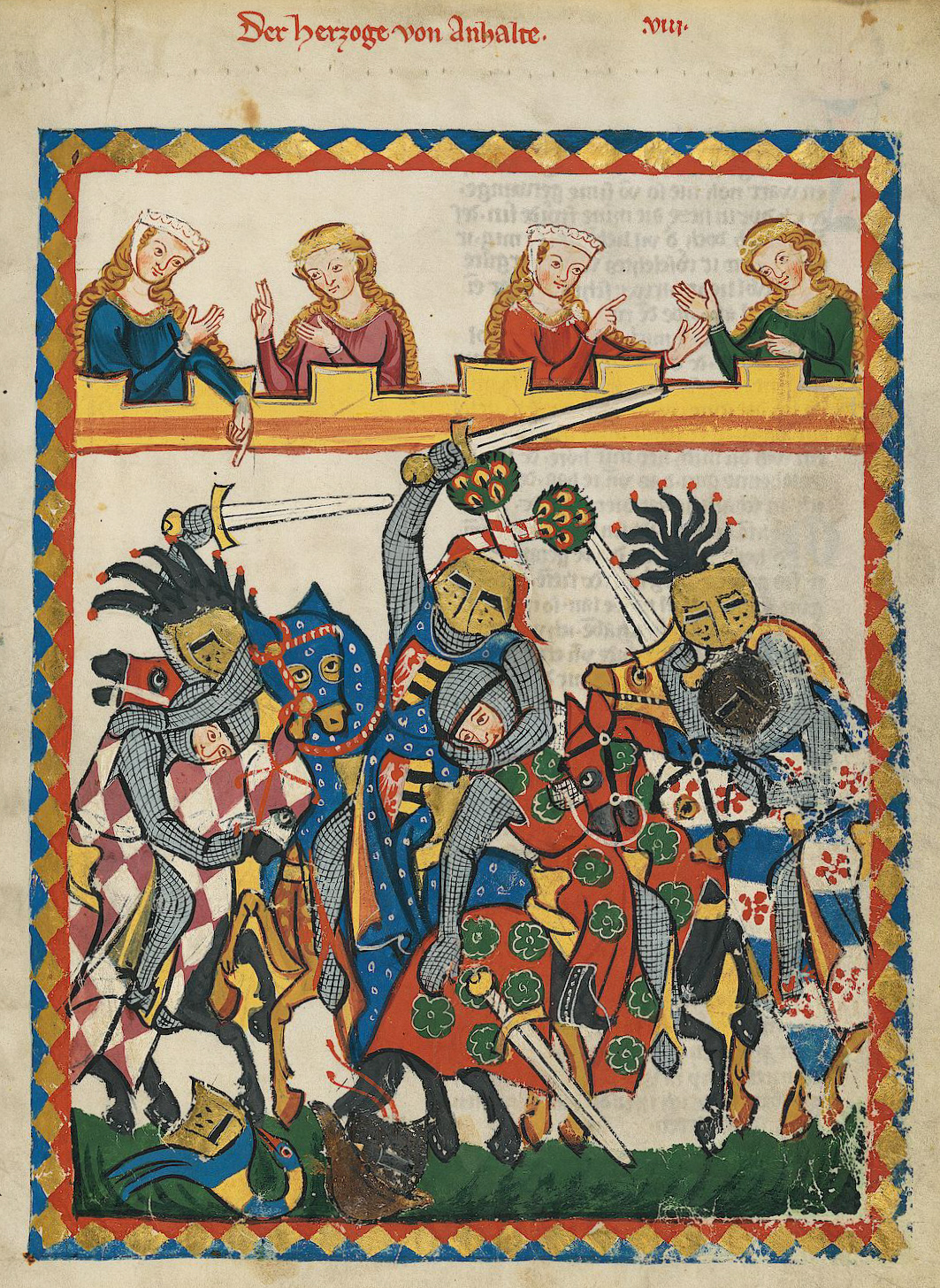
Torneu medieval, do Códice Manesse. Observem-se as mulheres

É preciso lembrar aqueles descentes menos afortunados obrigados a viver à sombra do primogênito, com um futuro incerto. Trata-se das mulheres e dos filhos varões segundos. 
Para eles, a possibilidade de crescimento na própria casa semelha impossível, enquanto as primeiras passavam a depender plenamente dos homens: primeiro do pai, depois do primogênito varão e por último do marido. Aos segundos apenas restava procurar a vida fora do âmbito familiar, ou em alguns casos a prestar serviço e jurar fidelidade ao irmão.
A mulher seria confiada ao âmbito domestico; as linhas maternas vão decaindo, mas recorrer-se-á a elas com frequência pois é a fundadora da linha de sangue, cumpre o rol de parte prestigiante da linhagem masculina já que proporciona lustre, a ideia de nobreza, além de evitar com a sua função reprodutora que a linhagem se extinga. As únicas saídas que restam à mulher limitam-se a duas: convento ou matrimônio.
À morte do pai recebia uma quantidade de dinheiro ou uma pequena porção de terra em conceito de dote que lhe permitisse contrair um bom matrimônio. A documentação apresenta-se clara.  Em 1402 Gonzalo Ozores de Ulloa assim o constata: A terceyra partizon queyro e otorgo e mando que haja por su herenza e partizon dos meus bes a dita Ysabel miña filla trinta mil mrs., para con que case (...) mando que os pague meu fillo ao tempo que ela houber de casar
O matrimônio era concertado pelo irmão, atendendo a alianças e a interesses econômicos ou políticos. Representa algo prioritário na política internobiliária da casa. Em muitas ocasiões não era disparatado o casamento entre familiares para evitar a desmembração do patrimônio, sobretudo entre primos. Na Galiza primará a aliança com os vizinhos sendo simplesmente um mero objeto de troco. Et mando que Iohan Faian pela menagen que me ten feita que minna neta Ynes Perez que a de e entrerge a meu fillo Martin Afonsi e que a tena ata que seia de idade que case con Pero Fernandez fillo de Fernan Perez de Torrichano e de Maria Fernandez de Meyra.

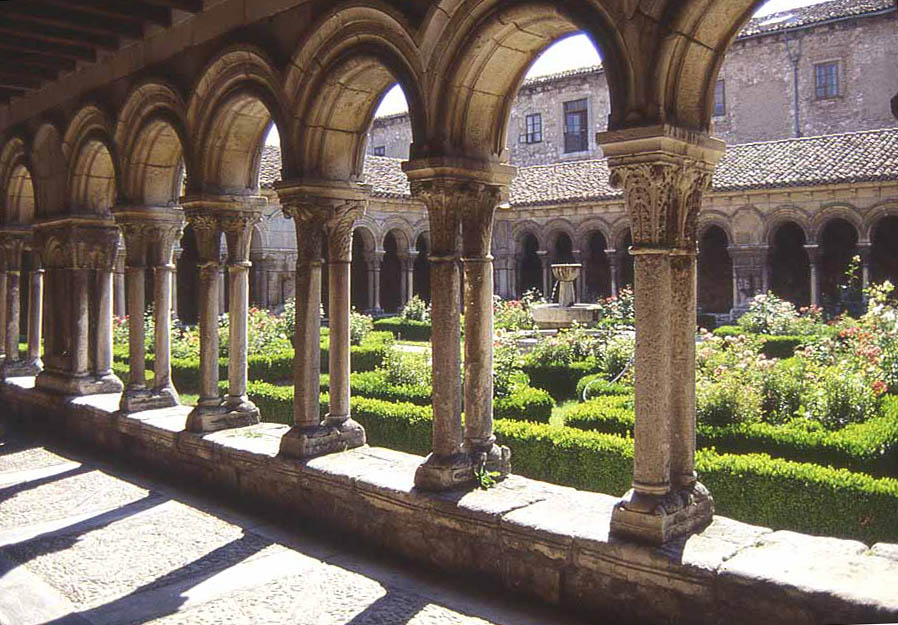
Claustro do Mosteiro de Las Huelgas (Burgos)

Outra solução era o ingresso num convento. Quando não dispunham de dote suficiente ou, pela contra, não encontram um casamento adequado ou mesmo enviuvavam, o ingresso num convento era um fato. Isto implicava um problema para o convento, ao recebirem mulheres carentes de vocação e acostumadas a uma vida cômoda longe das tarefas quotidianas de um mosteiro. Um exemplo é no mosteiro das Huelgas em Burgos, onde iam parar as filhas legítimas e ilegítimas da realeza e da alta aristocracia, e depressa se converteu num estado feudal economicamente poderoso, pois os donativos eram substanciosos.
Conscientes da precariedade da sua situação no caso do falecimento do marido, puseram em prática a cessão a grandes mosteiros e conventos do seu herdamento ou mesmo para a ereção de um novo; assim foi a fundação do convento de Santa María de Belvís  em 1305 por Tareixa González que cedeu suas terras de Carnota para o pagamento da obra.
Uma exceção a tudo o dito foi Vasco de Ulloa  em 1290, quando ao carecer de filhos decidiu deixar seu patrimônio a uma parenta, Tareixa Sánchez de Ulloa, apoiando-se nas dificuldades que uma mulher encontraria na vida. Esta cessão de bens empurrá-la-ia a vigiar melhor o patrimônio e não desonrar o apelido: E sea sempre muller ainda que haja homes porque os homes, dandose a vertude, achan mais presto comodidade para pasala vida e unha muller filladalgo, por non ter con que se casar, pere a veçes sua honra e a do seu linaje.
No caso dos varões não primogênitos os caminhos que lhes mostravam eram mais abertos que os das mulheres, contudo, mesmo assim, seu futuro não era claro. As três saídas fundamentais eram:
- A carreira eclesiástica.
- Pôr-se ao serviço de outro nobre (mesmo de seu irmão maior).
- Botar-se à aventura fora da Galiza ingressando numa ordem militar.

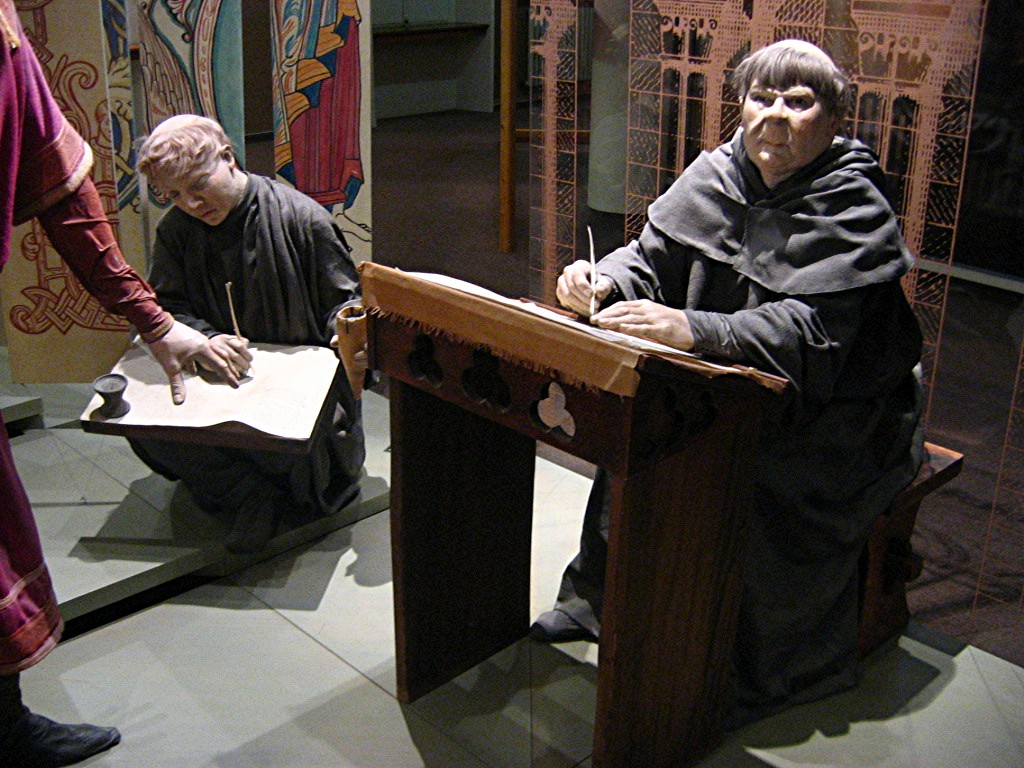
Monges realizando cópias

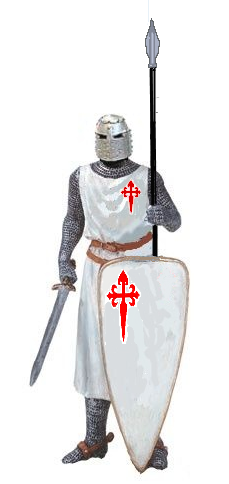
Vestimenta de um Cavaleiro de Santiago

A carreira eclesiástica subindo-os àqueles postos de maior renome da Galiza. Assim, os Soutomaior alçaram-se como os grandes prelados da Galiza; Paio Pérez foi arcebispo de Santiago ou Álvaro Páez bispo de Mondoñedo. Para aquelas famílias de segunda linha restavam os cargos de menor importância como o de cônego. A direção dos mosteiros foi também muito cobiçada pela aristocracia, pois abria-lhes muitas possibilidades econômicas.
Prestar homenagem a um nobre e servir-lhe como meirinho em alguma fortaleza e administrando as terras era outra das opções para continuar mantendo seu status, desfrutando da posição privilegiada que implicava, e continuar vivendo como um cavaleiro.
Enquanto ao ingresso nas ordens militares, estas a princípio careciam de prestígio para reclamarem a atenção da alta nobreza, ficando relegado seu ingresso à aristocracia mais modesta. A sede de aventuras e a projeção para o resto da península era o perfeito cebo para atrair estes desesperados fidalgos; com o tempo, com o triunfo dos ideais cavaleirescos, a alta nobreza começaria a apontar para tais ordens. Considerava-se prestigioso para a família a pertença de algum dos seus membros a estas ordens militares.
Em muitas ocasiões abriam-se disputas entre os irmãos pela primogenitura; as tensões podiam terminar no confronto e mesmo no assassinato. Também não era estranho que estas tensões se projetassem para o exterior, dando essa imagem violenta e conflituosa  à nobreza galega da Baixa Idade Média. As suas pugnas intestinas não faziam mais que arruinar a terra e com isto arruinarem-se a si mesmos.